# وزارة الشؤون الاستراتيجية
وزارة الشئون الاستراتيجية والدعاية هي إحدى وزارات الحكومة الإسرائيلية. تأسست في 2006 وكان أفيجدور ليبرمان أول رئيس لها. حلت الوزارة بعد سنتين ثم أقيمت مرة أخرى في 2009. تقوم الوزارة بدعم جهود إسرئيل في مكافحة حملة حركة المقاطعة وسحب الاستثمارات وفرض العقوبات.

## استشهادات
1. ↑  Zvika Klein (ed.), The Jerusalem Post (بالإنجليزية والفرنسية), Israel, ISSN:0792-822X, QID:Q35438
2. ↑  "استراتيجية إسرائيل لتحسين صورتها في العالم". الأيام. 27 مارس 2017. مؤرشف من الأصل في 2019-12-16. اطلع عليه بتاريخ 2018-11-24.